# اتفاقية التجارة الحرة بين أستراليا وتشيلي
اتفاقية التجارة الحرة بين أستراليا وتشيلي هي اتفاقية تجارية بين دولتي تشيلي وأستراليا. تم التوقيع عليها في 30 يوليو 2008 ودخلت حيز التنفيذ في الربع الأول من عام 2009. كان من المقرر أن تدخل الاتفاقية حيز التنفيذ في 1 يناير 2009، ولكن تم تأجيلها بسبب عدم تمكن تشيلي من إنهاء التصديق عليها في الوقت المناسب.
التجارة بين تشيلي وأستراليا متواضعة، حيث بلغت 856 مليون دولار في عام 2007. أستراليا هي رابع أكبر مزود للاستثمار الأجنبي المباشر في تشيلي بأكثر من 3 مليارات دولار في عام 2007. تحتل تشيلي المرتبة 41 كشريك تجاري لأستراليا. كانت الصادرات الرئيسية لأستراليا إلى تشيلي هي الفحم (94 مليون دولار) ومعدات الهندسة المدنية (21 مليون دولار). التجارة من تشيلي هي النحاس (96 مليون دولار)، ولب الورق ونفايات الورق (57 مليون دولار).
عند إقرارها، تدعو الاتفاقية شيلي إلى إلغاء التعريفات الجمركية على 91.9٪ من التعريفات التي تغطي 96.9٪ من التجارة من أستراليا. ستخفض أستراليا 90.8٪ من الرسوم الجمركية التي تغطي 97.1٪ من التجارة من تشيلي. بحلول العام السادس من الاتفاقية (2015) سيتم إلغاء جميع التعريفات الجمركية باستثناء تعريفة السكر في تشيلي والتي ستظل خاضعة لنظام «النطاق السعري» الحالي. الرسوم الجمركية في أستراليا التي ستظل سارية حتى عام 2015 ستكون متعلقة بالمنسوجات وصناعة الملابس جنبًا إلى جنب مع عنب المائدة. في شيلي ستحمي الاتفاقية صناعة النسيج والملابس وبعض المنتجات المصنعة الأخرى.
وفقًا للحكومة الأسترالية تأمل الحكومة في استخدام الاتفاقية كنموذج لاتفاقيات التجارة الحرة الأخرى مع الدول الأخرى.
قبل إقرار الاتفاقية احتج المزارعون وخبراء البستنة على الاتفاقية أمام البرلمان الأسترالي. يدعي المحتجون أن هذه الاتفاقية ستقوض منتجي الأغذية الأستراليين من خلال السماح بدخول سلع غذائية رخيصة من تشيلي. استجاب سيمون كرين وزير التجارة الأسترالي لمخاوف المزارعين بالقول إن التعريفات منخفضة جدًا أو في بعض الحالات غير موجودة بسبب اتفاقيات التجارة الدولية السابقة.
اتفقت شيلي وأستراليا من حيث المبدأ على بدء المفاوضات في 8 ديسمبر 2006. وبدأت المفاوضات في 18 يوليو 2007 وبعد أربع جولات من المحادثات اختتمت في 27 مايو 2008.